# Трансмизогиния
Трансмизогини́я (словослияние «трансфобия» и «мизогиния»; транс-, др.-греч. μῖσος — «ненависть» и γυνή — «женщина») — особая форма угнетения, которой подвергаются транс-женщины: пересечение трансфобии и мизогинии. Термин «трансмизогиния» был впервые использован писательницей, теоретиком трансфеминизма и биологом Джулией Серано в 2000-е годы для обозначения формы антитрансгендерных предрассудков. В настоящее время трансмизогиния является ключевым концептом в гендерной психологии, объясняющим пересечения множественных структурных угнетений (то есть, узаконивание господства с помощью механизмов социальной структуры) в жизни транс-женщин и трансфеминных людей.
Согласно определению Джулии Серано, трансмизогиния основывается на традиционном сексизме — «вере в то, что женственность по ценности ниже, чем маскулинность, и существует прежде всего в интересах последней», а также на оппозиционном сексизме, то есть «вере в то, что женщины и мужчины — жёсткие, взаимоисключающие категории».

## Трансмизогиния и трансфеминность
Помимо транс-женщин, жертвами трансмизогинии становятся люди и с иными трансфеминными (transfeminine) трансгендерными идентичностями (в последнюю группу входят небинарные люди на женственной части гендерного спектра (с приписанным при рождении мужским полом), включая демигёрл, женственных бигендеров и тригендеров, а также гендерфлюидные люди с преобладанием феминности).

## Проявления
Джулия Серано указывает типичные проявления трансмизогинии в обществе:
- Большинство случаев преступлений против гендерно-вариантных личностей совершается именно по отношению к транс-женщинам и трансфеминным личностям.
- Женственные мальчики воспринимаются более негативно, чем мужественные девочки, а также чаще привлекаются к психотерапии.
- В средствах массовой информации среди гендерно-вариантных личностей наиболее часто высмеиваются транс-женщины и трансфеминные люди. Зачастую высмеивается именно их желание быть женственными, в то время как желание транс-мужчин быть мужчинами не высмеивается, так как, вероятно, это может поставить под сомнение мнимое превосходство мужского начала и мужественности.

Стигматизация трансгендерных женщин приводит к предвзятому к ним отношению, эмоциональному и физическому насилию, ежедневной дискриминации по причине гетеросексизма и гетеронормативности общества.
Трансгендерных женщин иногда характеризуют как людей, которые прошли мужскую гендерную социализацию. Как утверждает М. Л. Э. Холлеб, данное утверждение является некорректным и укрепляет идею, что транс-женщины не являются настоящими женщинами. Он указывает, что если цисгендерные мужчины при социализации усваивают установки токсичной маскулинности, то транс-женщины усваивают внутреннюю трансмизогинию и страдают от опыта, связанного со скрыванием своей трансгендерности.

## Насилие
Транс-женщины и трансфеминные люди на порядок чаще, по сравнению с общим населением, становятся жертвами физического насилия, сексуального насилия и преступлений на почве ненависти. В 2021 году 96% убитых транс-людей были транс-женщинами или трансфеминными.